# Partido Verde (Brazílie)
Brazilská Strana zelených (portugalsky Partido Verde) je brazilská politická strana prosazující zelenou politiku. Sídlo strany je v městě Brasília.

## Historie
Strana zelených byla založena v lednu 1986 okruhem ochránců přírody a aktivistů sociálních hnutí. Mezi zakladateli byly osobnosti Carlos Minc, Alfredo Sirkis, Domingos Fernandes, Jose Luiz de France Penna, Sarney Filho nebo novinář, někdejší bojovník proti diktatuře a současný poslanec Fernando Gabeira.
Po prezidentských volbách v roce 2002, kdy byl zvolen Luiz Inácio Lula da Silva, Strana zelených získala post ministra kultury. Tuto funkci zastával někdejší zpěvák Gilberto Gil. V prezidentských volbách v roce 2010 získala kandidátka zelených Marina Silva 19,3 % hlasů.

## Politika strany
Mezi hlavní body programu strany patří federalismus, ochrana demokracie, lidských práv, sociálních a občanských svobod, přímá demokracie, pacifismus a za určitých podmínek i legalizace marihuany. PT odmítá zařazování na ose levice–pravice, protože toto dělení považuje za anachronismus.